# NGC 4495
NGC 4495 est une galaxie spirale située dans la constellation de la Chevelure de Bérénice. NGC 4495 a été découverte par l'astronome germano-britannique William Herschel en 1785.

## Caractéristiques
La classe de luminosité de NGC 4495 est I-II et elle présente une large raie HI. De plus, c'est une galaxie LINER, c'est-à-dire une galaxie dont le noyau présente un spectre d'émission caractérisé par de larges raies d'atomes faiblement ionisés.

### Distance
Sa vitesse par rapport au fond diffus cosmologique est de 4 850 ± 20 km/s, ce qui correspond à une distance de Hubble de 71,5 ± 5,0 Mpc (∼233 millions d'al).
À ce jour, 31 trentaine de mesures non basées sur le décalage vers le rouge (redshift) donnent une distance semblable, soit 68,526 ± 6,119 Mpc (∼224 millions d'al), ce qui est à l'intérieur des valeurs de la distance de Hubble.

## Supernova
Trois supernovas ont été découvertes dans NGC 4495 : SN 1994S, SN 2010lo et SN 2011ca.

### SN 1994S
Cette supernova a été découverte le 4 juin par Larry Mitchell de la société astronomique de Houston. Le spectre obtenu le 9 juin à l'université du Texas par J. C. Wheeler, D. Wills, et A. Clocchiatti alors que l'éclat de la supernova était près de son maximum montre que celle-ci était de type Ia.

### SN 2010lo
Cette supernova a été découverte le 15 décembre par Alen Zizak et Filip Novoselnik dans le cadre du programme La Sagra Sky Survey (LSSS) de l'observatoire astronomique de Majorque. Le type de cette supernova n'a pas été déterminé.

### SN 2011ca
Cette supernova a été découverte le 26 avril par Fabrizio Ciabattari et E. Mazzoni dans le cadre du programme Italian Supernovae Search Project (ISSS). Cette supernova était de type Ic.